# Volker Fink
Volker Fink (* 19. Januar 1943 in Leipzig) ist ein ehemaliger deutscher Diplomat.

## Leben
Nach einer Lehre zum Kaufmann bei IBM Deutschland folgte ein Studium der Betriebswirtschaftslehre an der FU Berlin und der Universität Complutense Madrid sowie anschließend ein Postgraduierten-Studium am Deutschen Institut für Entwicklungspolitik in Berlin. Nach dem Eintritt in den Auswärtigen Dienst 1972 folgten Verwendungen an den Botschaften in den USA, Bolivien, Indien, Ecuador und Australien. Später war Volker Fink Gesandter an der Botschaft in Spanien. Zuletzt war er in den Abteilungen für Politik und Wirtschaft des Auswärtigen Amts sowie beim Bundespresseamt tätig. Von 2004 bis zu seiner Versetzung in den Ruhestand im Jahre 2008 war Fink Botschafter in San José (Costa Rica).
| Vorgänger         | Amt                                         | Nachfolger |
| ----------------- | ------------------------------------------- | ---------- |
| Friedrich Gröning | Deutscher Botschafter in San José 2004–2008 | Wolf Daerr |

| Personendaten    | Personendaten      |
| ---------------- | ------------------ |
| NAME             | Fink, Volker       |
| KURZBESCHREIBUNG | deutscher Diplomat |
| GEBURTSDATUM     | 19. Januar 1943    |
| GEBURTSORT       | Leipzig            |